# Freethiel
Le Freethiel est un stade de football situé dans la ville de Beveren, en Belgique. Il est le stade historique du KSK Beveren, et depuis l'arrêt des activités du club en 2010, il héberge les matches à domicile de Waasland-Beveren. Il doit son nom à Frederik Thielemans, le premier propriétaire du stade.

## Histoire
À l'origine, le Freethiel est une piste de cyclisme, très populaire au début du XXe siècle chez les coureurs locaux. Au tournant des années 1930, les « pistiers » ont déserté l'endroit, et Frederik Thielemans propose au Sportkring Beveren-Waes, club de football récemment formé, de transformer la piste en stade de football pour permettre au club d'y disputer ses matches à domicile. Le terrain est inauguré le 31 juillet 1938 par un match amical contre Renaix, club évoluant alors en Division 1, le deuxième niveau national.
Bien que l'endroit puisse sembler idéal pour les fans du club en deuxième provinciale, la qualité du sol sablonneux laisse fortement à désirer. Ce n'est qu'après la Seconde Guerre mondiale, quand le KSK Beveren rejoint les séries nationales, que le terrain est recouvert de terre des polders et d'un nouveau gazon. Autour du terrain, les gradins sont faits d'une structure en bois sur un côté du terrain, comprenant les vestiaires, et de dunes sur les autres côtés. Il est alors décidé de bâtir de vraies tribunes aux abords du terrain. Celles-ci sont inaugurées le 21 août 1949 lors d'une rencontre amicale contre l'Eendracht Alost, ancien pensionnaire de Division d'Honneur évoluant à ce moment en Division 1.
Lorsque le KSK Beveren atteint la première division, les autorités communales et les dirigeants du club décident de bâtir un stade digne de l'élite. Le Freethiel est entièrement reconstruit, les vestiaires des visiteurs sont séparés de ceux des joueurs locaux, et les tribunes sont plus confortables pour les spectateurs. La capacité du stade est alors de 16 350 places. En 1972, elle est portée à 18 000, et deux ans plus tard à 22 000 à la suite d'un nouvel agrandissement, notamment de la tribune debout réservée aux supporteurs beverenois. L'éclairage artificiel est également installé à cette période.
Le stade est alors non seulement digne de la Division 1, mais il est également conforme aux normes européennes en vigueur à l'époque. Le Freethiel obtient rapidement la réputation de « bastion », où même les meilleures équipes peinent à s'y imposer. Ainsi, le KSK Beveren élimine l'Inter Milan grâce à une victoire 1-0, et le FC Barcelone doit batailler ferme pour venir s'imposer 0-1. Le stade reste adapté pour les joutes européennes jusqu'au début des années 1990, quand l'UEFA décide de durcir ses normes, notamment en matière de sécurité et de confort.
Bien que le stade soit encore assez confortable, des manquements apparaissent au grand jour dans les tribunes, vieilles de près de trente ans. Non seulement le Freethiel n'est plus conforme aux normes européennes, et ne peut donc plus héberger de rencontres de coupe d'Europe, mais en plus il fait désormais pâle figure face aux stades belges plus modernes. Le stade périclite tout au long des années 1990, et une tribune doit même être fermée par mesure de sécurité.
En 2005, un dossier de rénovation est soumis à l'administration communale de Beveren, propriétaire du stade, pour le remettre au niveau belge. Il faut attendre 2008 pour que les plans soient finalisés, et en juin, la tribune condamnée est détruite. La reconstruction débute à la fin du mois d'octobre. La nouvelle tribune est prévue pour offrir des places aux partenaires privés, et le rez-de-chaussée sous les gradins est conçu pour être un espace commercial. Les autres tribunes du stade doivent également être modernisées, mais aucune date n'est fixée pour le début des travaux.

## Localisation et capacité
Le Freethiel se trouve à l'intersection de la Klapperstraat, de la Lindenlaan et de la Meerminnendam, et constitue le cœur du complexe sportif de Beveren. Le siège officiel du stade est sur la Klapperstraat, et les parkings principaux, divisés en deux zones pour les supporters locaux et les visiteurs, sur la Lindenlaan. Le long de la Meerminnendam se trouvent les bureaux administratifs du club. Durant les travaux de rénovation, ceux-ci sont déplacés dans des bâtiments temporaires en préfabriqué.
La capacité du stade en 2011 est de 13 290 places, allant de places debout aux business-seats. Une fois terminée, la nouvelle tribune comprendra également des loges VIP. Le stade est la propriété de l'administration communale de Beveren, tandis que la maintenance est assurée par le club de Waasland-Beveren.

## Galerie

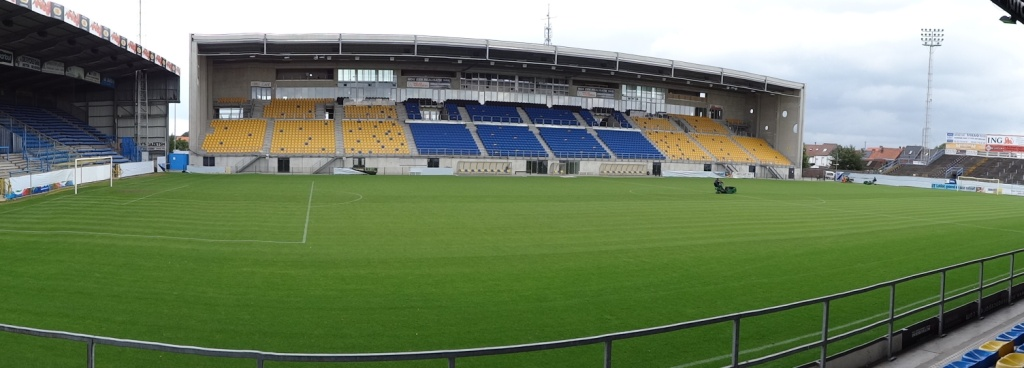
Vue sur la tribune officielle
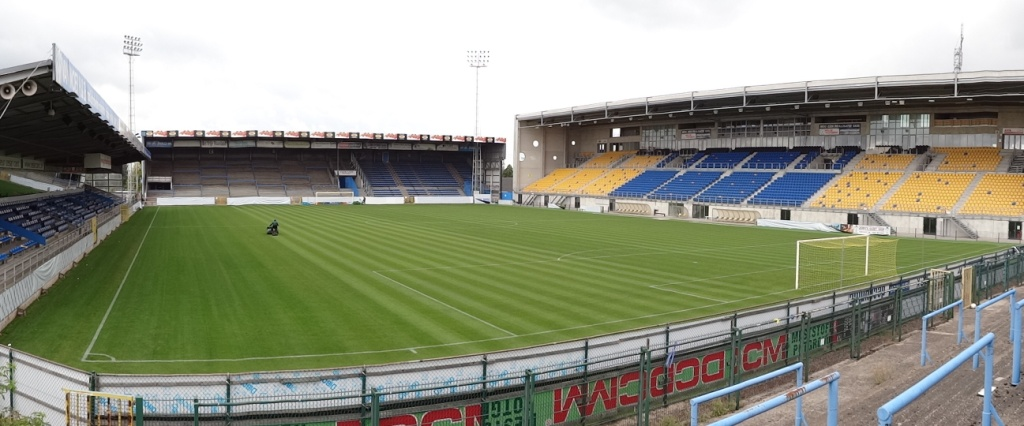
Vue de l'intérieur du stade